# Bolon (langue)
Pour les articles homonymes, voir Bolon.
Le bolon est une langue mandingue parlée au Burkina Faso, dans la région des Hauts-Bassins.